# Couture-sur-Loir
Couture-sur-Loir är en kommun i departementet Loir-et-Cher i regionen Centre-Val de Loire i de centrala delarna av Frankrike. Kommunen ligger i kantonen Montoire-sur-le-Loir som tillhör arrondissementet Vendôme. År 2018 hade Couture-sur-Loir 412 invånare.

## Befolkningsutveckling
Antalet invånare i kommunen Couture-sur-Loir
| Referens: INSEE |